# إقليم أزال
إقليم آزال وهو أحد أقاليم اليمن الستة التي من المتوقع تفعيلها في الدستور القادم، ليكون منطقة حكم ذاتي فيدرالي في شمال اليمن. ويضم إقليم آزال أربع «ولايات» يمنية وهي صعدة وصنعاء وعمران وذمار وعاصمته صنعاء المحافظة.

## الجغرافيا والمناخ

### المناخ
متوسط درجات الحرارة بحسب ولايات الإقليم
| البيانات المناخية لـولاية صنعاء                    | البيانات المناخية لـولاية صنعاء | البيانات المناخية لـولاية صنعاء | البيانات المناخية لـولاية صنعاء | البيانات المناخية لـولاية صنعاء | البيانات المناخية لـولاية صنعاء | البيانات المناخية لـولاية صنعاء | البيانات المناخية لـولاية صنعاء | البيانات المناخية لـولاية صنعاء | البيانات المناخية لـولاية صنعاء | البيانات المناخية لـولاية صنعاء | البيانات المناخية لـولاية صنعاء | البيانات المناخية لـولاية صنعاء | البيانات المناخية لـولاية صنعاء |
| الشهر                                              | يناير                           | فبراير                          | مارس                            | أبريل                           | مايو                            | يونيو                           | يوليو                           | أغسطس                           | سبتمبر                          | أكتوبر                          | نوفمبر                          | ديسمبر                          | المعدل السنوي                   |
| -------------------------------------------------- | ------------------------------- | ------------------------------- | ------------------------------- | ------------------------------- | ------------------------------- | ------------------------------- | ------------------------------- | ------------------------------- | ------------------------------- | ------------------------------- | ------------------------------- | ------------------------------- | ------------------------------- |
| متوسط درجة الحرارة الكبرى °م (°ف)                  | 26.0 (78.8)                     | 29.0 (84.2)                     | 28.0 (82.4)                     | 29.0 (84.2)                     | 29.0 (84.2)                     | 31.0 (87.8)                     | 32.0 (89.6)                     | 30.0 (86.0)                     | 29.0 (84.2)                     | 27.0 (80.6)                     | 26.0 (78.8)                     | 25.0 (77.0)                     | 28.4 (83.2)                     |
| متوسط درجة الحرارة الصغرى °م (°ف)                  | 1.0 (33.8)                      | 2.0 (35.6)                      | 7.0 (44.6)                      | 11.0 (51.8)                     | 13.0 (55.4)                     | 10.0 (50.0)                     | 15.0 (59.0)                     | 14.0 (57.2)                     | 12.0 (53.6)                     | 6.0 (42.8)                      | 4.0 (39.2)                      | 3.0 (37.4)                      | 8.2 (46.7)                      |
| المصدر: أرشيف الأحوال الجوية في المطار ولاية صنعاء |                                 |                                 |                                 |                                 |                                 |                                 |                                 |                                 |                                 |                                 |                                 |                                 |                                 |

| البيانات المناخية لـولاية ذمار                    | البيانات المناخية لـولاية ذمار | البيانات المناخية لـولاية ذمار | البيانات المناخية لـولاية ذمار | البيانات المناخية لـولاية ذمار | البيانات المناخية لـولاية ذمار | البيانات المناخية لـولاية ذمار | البيانات المناخية لـولاية ذمار | البيانات المناخية لـولاية ذمار | البيانات المناخية لـولاية ذمار | البيانات المناخية لـولاية ذمار | البيانات المناخية لـولاية ذمار | البيانات المناخية لـولاية ذمار | البيانات المناخية لـولاية ذمار |
| الشهر                                             | يناير                          | فبراير                         | مارس                           | أبريل                          | مايو                           | يونيو                          | يوليو                          | أغسطس                          | سبتمبر                         | أكتوبر                         | نوفمبر                         | ديسمبر                         | المعدل السنوي                  |
| ------------------------------------------------- | ------------------------------ | ------------------------------ | ------------------------------ | ------------------------------ | ------------------------------ | ------------------------------ | ------------------------------ | ------------------------------ | ------------------------------ | ------------------------------ | ------------------------------ | ------------------------------ | ------------------------------ |
| متوسط درجة الحرارة الكبرى °م (°ف)                 | 24.0 (75.2)                    | 26.0 (78.8)                    | 26.0 (78.8)                    | 27.0 (80.6)                    | 30.0 (86.0)                    | 28.0 (82.4)                    | 29.0 (84.2)                    | 28.0 (82.4)                    | 33.0 (91.4)                    | 33.0 (91.4)                    | 41.0 (105.8)                   | 36.0 (96.8)                    | 30.1 (86.1)                    |
| متوسط درجة الحرارة الصغرى °م (°ف)                 | −1.0 (30.2)                    | 1.0 (33.8)                     | 6.0 (42.8)                     | 9.0 (48.2)                     | 10.0 (50.0)                    | 10.0 (50.0)                    | 12.0 (53.6)                    | 11.0 (51.8)                    | 9.0 (48.2)                     | 2.0 (35.6)                     | 2.0 (35.6)                     | 1.0 (33.8)                     | 6.0 (42.8)                     |
| المصدر: أرشيف الأحوال الجوية في المطار ولاية ذمار |                                |                                |                                |                                |                                |                                |                                |                                |                                |                                |                                |                                |                                |

| البيانات المناخية لـولاية عمران                    | البيانات المناخية لـولاية عمران | البيانات المناخية لـولاية عمران | البيانات المناخية لـولاية عمران | البيانات المناخية لـولاية عمران | البيانات المناخية لـولاية عمران | البيانات المناخية لـولاية عمران | البيانات المناخية لـولاية عمران | البيانات المناخية لـولاية عمران | البيانات المناخية لـولاية عمران | البيانات المناخية لـولاية عمران | البيانات المناخية لـولاية عمران | البيانات المناخية لـولاية عمران | البيانات المناخية لـولاية عمران |
| الشهر                                              | يناير                           | فبراير                          | مارس                            | أبريل                           | مايو                            | يونيو                           | يوليو                           | أغسطس                           | سبتمبر                          | أكتوبر                          | نوفمبر                          | ديسمبر                          | المعدل السنوي                   |
| -------------------------------------------------- | ------------------------------- | ------------------------------- | ------------------------------- | ------------------------------- | ------------------------------- | ------------------------------- | ------------------------------- | ------------------------------- | ------------------------------- | ------------------------------- | ------------------------------- | ------------------------------- | ------------------------------- |
| متوسط درجة الحرارة الكبرى °م (°ف)                  | 26.0 (78.8)                     | 29.0 (84.2)                     | 28.0 (82.4)                     | 29.0 (84.2)                     | 29.0 (84.2)                     | 31.0 (87.8)                     | 32.0 (89.6)                     | 30.0 (86.0)                     | 29.0 (84.2)                     | 27.0 (80.6)                     | 26.0 (78.8)                     | 25.0 (77.0)                     | 28.4 (83.2)                     |
| متوسط درجة الحرارة الصغرى °م (°ف)                  | 1.0 (33.8)                      | 2.0 (35.6)                      | 7.0 (44.6)                      | 11.0 (51.8)                     | 13.0 (55.4)                     | 10.0 (50.0)                     | 15.0 (59.0)                     | 14.0 (57.2)                     | 12.0 (53.6)                     | 6.0 (42.8)                      | 4.0 (39.2)                      | 2.0 (35.6)                      | 8.1 (46.6)                      |
| المصدر: أرشيف الأحوال الجوية في المطار ولاية عمران |                                 |                                 |                                 |                                 |                                 |                                 |                                 |                                 |                                 |                                 |                                 |                                 |                                 |

| البيانات المناخية لـولاية صعدة                    | البيانات المناخية لـولاية صعدة | البيانات المناخية لـولاية صعدة | البيانات المناخية لـولاية صعدة | البيانات المناخية لـولاية صعدة | البيانات المناخية لـولاية صعدة | البيانات المناخية لـولاية صعدة | البيانات المناخية لـولاية صعدة | البيانات المناخية لـولاية صعدة | البيانات المناخية لـولاية صعدة | البيانات المناخية لـولاية صعدة | البيانات المناخية لـولاية صعدة | البيانات المناخية لـولاية صعدة | البيانات المناخية لـولاية صعدة |
| الشهر                                             | يناير                          | فبراير                         | مارس                           | أبريل                          | مايو                           | يونيو                          | يوليو                          | أغسطس                          | سبتمبر                         | أكتوبر                         | نوفمبر                         | ديسمبر                         | المعدل السنوي                  |
| ------------------------------------------------- | ------------------------------ | ------------------------------ | ------------------------------ | ------------------------------ | ------------------------------ | ------------------------------ | ------------------------------ | ------------------------------ | ------------------------------ | ------------------------------ | ------------------------------ | ------------------------------ | ------------------------------ |
| متوسط درجة الحرارة الكبرى °م (°ف)                 | 26.0 (78.8)                    | 29.0 (84.2)                    | 29.0 (84.2)                    | 30.0 (86.0)                    | 33.0 (91.4)                    | 33.0 (91.4)                    | 35.0 (95.0)                    | 38.0 (100.4)                   | 32.0 (89.6)                    | 29.0 (84.2)                    | 29.0 (84.2)                    | 27.0 (80.6)                    | 30.8 (87.5)                    |
| متوسط درجة الحرارة الصغرى °م (°ف)                 | 3.0 (37.4)                     | 5.0 (41.0)                     | 8.0 (46.4)                     | 13.0 (55.4)                    | 16.0 (60.8)                    | 18.0 (64.4)                    | 15.0 (59.0)                    | 17.0 (62.6)                    | 16.0 (60.8)                    | 10.0 (50.0)                    | 5.0 (41.0)                     | 5.0 (41.0)                     | 10.9 (51.7)                    |
| المصدر: أرشيف الأحوال الجوية في المطار ولاية صعدة |                                |                                |                                |                                |                                |                                |                                |                                |                                |                                |                                |                                |                                |

## التقسيم الإداري
| م                                                         | الولاية      | المساحة كم2 | السكان    |
| --------------------------------------------------------- | ------------ | ----------- | --------- |
| 1                                                         | محافظة صنعاء | 11,877      | 919٬215   |
| 2                                                         | محافظة عمران | 7,911       | 877٬786   |
| 3                                                         | محافظة ذمار  | 7,586       | 1٬330٬108 |
| 4                                                         | محافظة صعدة  | 11,375      | 695٬033   |
| الإجمالي                                                  | الإجمالي     | 39,139      | 3,822,142 |
| * العاصمة صنعاء مدينة اتحادية غير خاضعة لأي سلطة أقليمية. |              |             |           |